# シャンペーン・アーバナ駅
シャンペーン・アーバナ駅（英語：Champaign-Urbana Station）は、イリノイ州シャンペーン イースト・ユニバーシティ・アヴェニュー45にある駅。全米各地を結ぶ旅客鉄道のアムトラックが乗り入れている。

## 概要
当駅は連邦交通管理局、イリノイ州運輸省、シャンペーン市等からの約900万ドルの補助金を受けて1999年に開業した。

## 利用可能な鉄道路線／列車
アムトラックのシャンペーン・アーバナ駅に発着する列車は下記の通り。
シカゴとニューオーリンズ間の夜行長距離列車シティ・オブ・ニューオーリンズ号…1日1往復停車
シカゴとカーボンデール間の昼行中距離列車イリニ&サルキ…1日2往復発着

## バス
当駅から乗車できるバスは以下の通り。
中長距離バスはアムトラック・スルー・ウェイ・モーターコーチ、グレイハウンド等が担っている。
市内交通はシャンペーン・アーバナ・マス・トランジット（Champaign-Urbana Mass Transit）のバスが担っている 。